# 朝日村 (滋賀県)
朝日村（あさひむら）は、滋賀県の北部、東浅井郡に属していた村。現在の長浜市中部（旧湖北町西部）琵琶湖に隣接していた。村の中心は山本集落。

## 地理
- 河川：琵琶湖余呉川
- 山：山本山

## 歴史
- 1874年（明治7年）浅井郡種路村, 市場村, 河原村の３村が合併して、山本村が誕生。
- 1889年（明治22年）4月1日 - 町村制の施行により、東浅井郡大光寺村, 五坪村, 田中村, 山本村, 津里村, 石川村, 尾上村, 東尾上村, 今西村, 延勝寺村, 海老江村が合併して発足
- 1955年（昭和30年）1月1日 - 隣接する速水村と小谷村が合併し、湖北町が発足。
- 1956年（昭和31年）9月30日 - 湖北町と合併。同日朝日村廃止。

## 交通

### 鉄道路線
村域に鉄道は通過していなかったが、北陸本線河毛駅が高時川対岸に所在する。